# Innovation Tower
Innovation Tower o Jockey Club Innovation Tower è un edificio dell'Università Politecnica di Hong Kong situato a Chatham Road South nel distretto di Hung Hom, a Kowloon nella città cinese di Hong Kong.
È stato progettato dall'architetto Zaha Hadid. Questo edificio è il suo primo lavoro permanente a Hong Kong. Originariamente avrebbe dovuto essere completato entro la fine del 2011, per poi slittare a metà 2013.

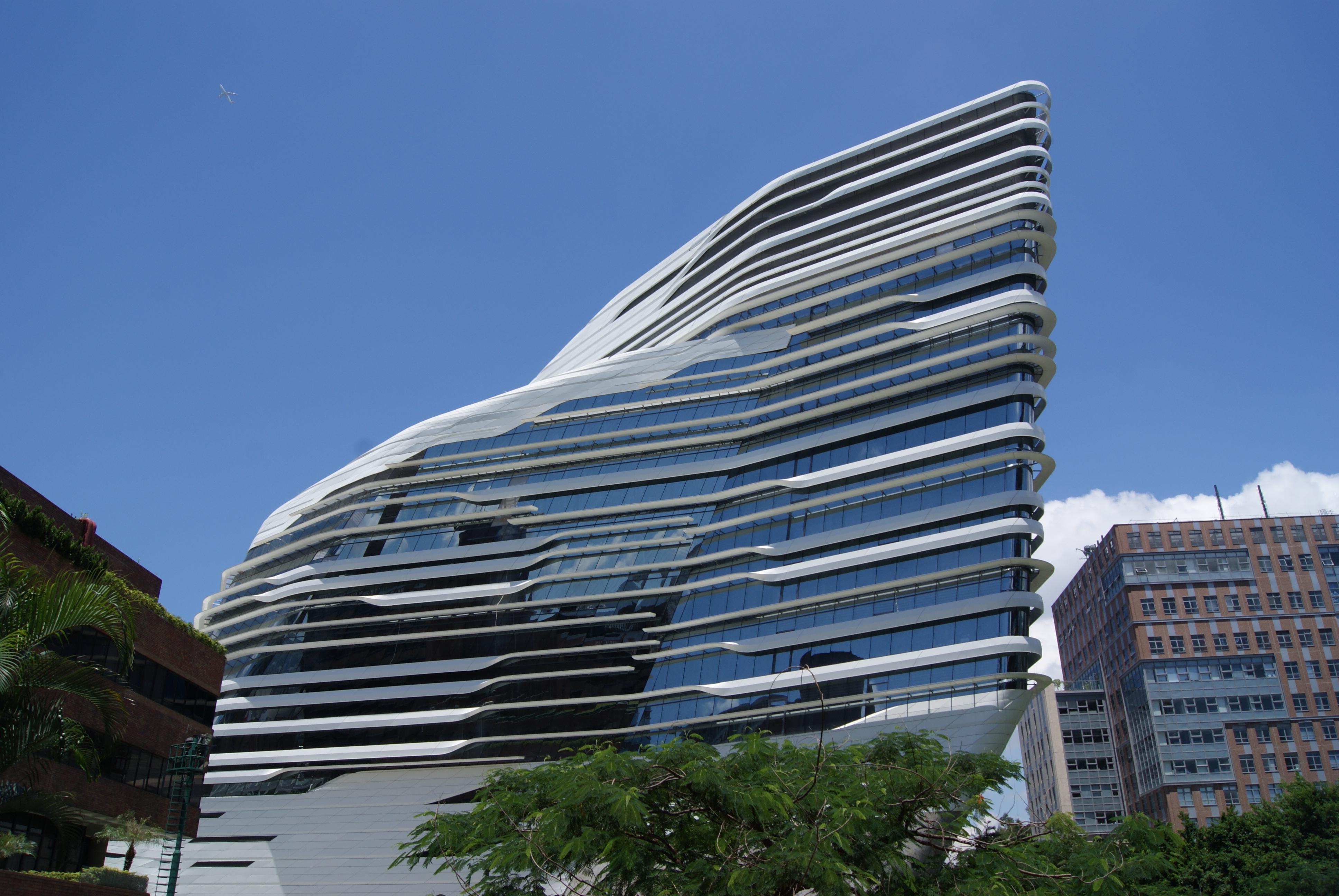
Visione laterale dell'edificio.

L'edificio ha vinto il premio RIBA International Awards 2016 nella categoria International Excellence.